# اودلونکور
اودلونکور (به فرانسوی: Audeloncourt) یک کمون در فرانسه است که در canton of Clefmont واقع شده‌است. اودلونکور ۱۱٫۶ کیلومتر مربع مساحت دارد ۳۴۰ متر بالاتر از سطح دریا واقع شده‌است.